# Cantone di Marcabelí
Il cantone di Marcabelí è un cantone dell'Ecuador che si trova nella provincia di El Oro.
Il capoluogo del cantone è Marcabelí.